# Graphoderus austriacus
Graphoderus austriacus es una especie de coleópteros adéfagos de la familia Dytiscidae. Habita en Europa.